# Jonathan Majors
Jonathan Majors, född 7 september 1989 i Kalifornien, är en amerikansk skådespelare.
Majors har bland annat medverkat i TV-serien Lovecraft Country från 2020. Han har även bland annat medverkat i filmerna Da 5 Bloods från 2020, Creed III och Ant-Man and the Wasp: Quantumania från 2023.

## Filmografi (i urval)
- 2020 – Lovecraft Country (TV-serie)
- 2020 – Da 5 Bloods
- 2021–2023 – Loki (TV-serie)
- 2023 – Ant-Man and the Wasp: Quantumania
- 2023 – Creed III